# Aligia meridiana
Aligia meridiana är en insektsart som beskrevs av Hepner 1939. Aligia meridiana ingår i släktet Aligia och familjen dvärgstritar. Inga underarter finns listade i Catalogue of Life.